# Электроэнергетика в Японии
Электрическая система в Японии — система электрического снабжения в Японии.
Электроэнергетика в Японии включает в себя генерацию, передачу, распределение и продажу электрической энергии в стране.

Производство эл.энергии в Японии, по источнику топлива

## Производство
| Производство электроэнергии по источникам в ТВт∙ч | Производство электроэнергии по источникам в ТВт∙ч | Производство электроэнергии по источникам в ТВт∙ч | Производство электроэнергии по источникам в ТВт∙ч | Производство электроэнергии по источникам в ТВт∙ч | Производство электроэнергии по источникам в ТВт∙ч | Производство электроэнергии по источникам в ТВт∙ч | Производство электроэнергии по источникам в ТВт∙ч |
| Год                                               | Общий объём                                       | Уголь                                             | Природный газ                                     | Нефть                                             | Ядерный источник                                  | Вода                                              | Другие                                            |
| ------------------------------------------------- | ------------------------------------------------- | ------------------------------------------------- | ------------------------------------------------- | ------------------------------------------------- | ------------------------------------------------- | ------------------------------------------------- | ------------------------------------------------- |
| 2004                                              | 1,071                                             | 294 (27.45 %)                                     | 244 (22.78 %)                                     | 133 (12.42 %)                                     | 282 (26.33 %)                                     | 94 (8.78 %)                                       | 24 (2.24 %)                                       |
| 2008                                              | 1,075                                             | 288 (26.80 %)                                     | 283 (26.33 %)                                     | 139 (12.93 %)                                     | 258 (24.00 %)                                     | 83 (7.72 %)                                       | 24 (2.23 %)                                       |
| 2009                                              | 1,041                                             | 279 (26.80 %)                                     | 285 (27.38 %)                                     | 92 (8.84 %)                                       | 280 (26.90 %)                                     | 82 (7.88 %)                                       | 23 (2.21 %)                                       |

По данным Международного энергетического агентства общее производство электроэнергии в Японии в 2009 году составляло 1041 млрд кВт⋅ч, что делало её третьим по величине в мире производителем электроэнергии. С производством электроэнергии в 1088 млрд кВт⋅ч в 2013 году страна занимала уже пятое место в мире.

## Передача

Карта электрических сетей Японии

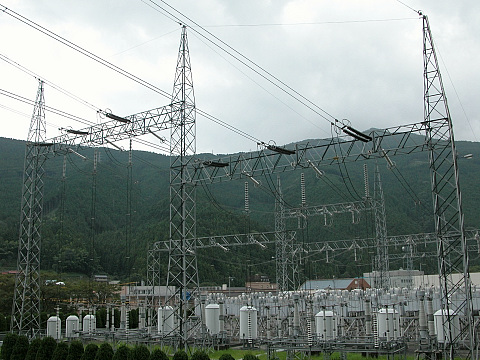
Конвертерная частотная станция Sakuma Dam

Передача электроэнергии в Японии весьма необычна и осложняется тем, что в стране исторически сложилось так, что она разделена на две части, работающие на разной промышленной частоте переменного тока.
Стандартное напряжение у бытовых потребителей составляет 100 В, но сети работают на разных частотах: 60 Гц в Западной Японии (включая Окинаву, Осаку, Киото, Кобе, Нагою и Хиросиму) и 50 Гц в Восточной Японии (включая Токио, Кавасаки, Саппоро, Йокогаму и Сендай).
А между ними действуют четыре конвертера частоты (Shin-Shinano, Sakuma Dam, Minami-Fukumitsu и Higashi-Shimizu) или используются ЛЭП постоянного тока. Такая ситуация возникла из-за того, что для энергосистемы Токио в 1895 году закупили генераторы немецкой компании AEG, а для Осаки в 1896 году — американской компании General Electric; проводить унификацию оказалось слишком дорого.

## Потребление
В 2008 году в Японии потреблялось в среднем 8507 кВт⋅ч/чел. электроэнергии, что составляло 115 % по сравнению со странами Европейского союза (7409 кВт⋅ч/чел.) и 95 % по сравнению со странами ОЭСР (8991 кВт⋅ч/чел.).

## Компании
Электроэнергетический рынок Японии регулируют десять компаний: 
- Chubu Electric Power (Нагоя)
- Tohoku Electric Power[англ.] (Окинава)
- Kansai Electric Power (Осака)
- Hokkaido Electric Power Company[англ.] (Саппоро)
- Okinawa Electric Power Company[англ.] (Сендай)
- Shikoku Electric Power[англ.] (Сикоку)
- Tokyo Electric Power (Токио)
- Hokuriku Electric Power Company[англ.] (Тояма)
- Kyushu Electric Power[англ.] (Фукуока)
- Chugoku Electric Power Company[англ.] (Хиросима)